# Humphrey Marshall
Humphrey Marshall (ur. w 1760, zm. 3 lipca 1841) – amerykański geodeta, prawnik i polityk.
W latach 1795–1801 reprezentował stan Kentucky w Senacie Stanów Zjednoczonych.
Jego kuzyn, John Marshall, był sekretarzem stanu Stanów Zjednoczonych oraz prezesem Sądu Najwyższego Stanów Zjednoczonych, natomiast jego syn, Thomas Alexander Marshall, oraz wnuk, także Humphrey Marshall, reprezentowali stan Kentucky w Izbie Reprezentantów Stanów Zjednoczonych.